# TSV Weilimdorf
Der TSV Weilimdorf (offiziell: TSV Weilimdorf 1948 e. V.) ist ein deutscher Futsal- und Fußballverein aus dem Stuttgarter Stadtteil Weilimdorf. Die Futsalmannschaft wurde 2019, 2021, 2024 und 2025 Deutscher Meister und ist Gründungsmitglied der Futsal-Bundesliga, der seit der Saison 2021/22 höchsten deutschen Spielklasse im Futsal.

## Geschichte
Überregional wurde der TSV Weilimdorf durch die Sportart Futsal bekannt. Bei der Einführung der Futsal-Regionalliga Süd im Jahr 2016 gewann der TSV die Meisterschaft und erreichte anschließend das Halbfinale der deutschen Futsalmeisterschaft. Im Jahr 2019 wurde der TSV durch einen 5:4-Finalsieg über die HSV-Panthers Deutscher Futsalmeister. In der Neuauflage des Finals von 2019 im Jahr 2021 konnte man sich 3:1 wieder gegen die HSV-Panthers durchsetzen und wurde zum zweiten Mal Deutscher Meister. Seit der Saison 2021/22 nimmt der TSV an der neugegründeten Futsal-Bundesliga teil. Durch einen 3:1-Endspielsieg gegen HOT 05 Futsal gewann Weilimdorf in der Saison 2023/24 zum dritten Mal die deutsche Meisterschaft. Im Jahr 2025 feierte der TSV Weilimdorf in der Stuttgarter SCHARRena vor 1.168 Zuschauern den Gewinn des vierten Meistertitels in der Vereinsgeschichte. Nach einem souveränen 5:1-Auswärtssieg im Hinspiel gegen Jahn Regensburg ließ die Mannschaft von Cheftrainer Vojkan Vukmirovic im Rückspiel nichts anbrennen und setzte sich mit einem deutlichen 6:2 durch.
Mit den vierten Titelgewinn zieht der TSV Weilimdorf nun mit dem Hamburger SV gleich und teilt sich fortan den Status des Rekordmeisters im deutschen Futsal.
Auch im Fußball ist der TSV Weilimdorf aktiv. Die erste Mannschaft spielt derzeit in der Landesliga Württemberg, 2025 stieg das Team in die Verbandsliga Württemberg auf.

## Erfolge
- 4× Deutscher Futsal Meister: 2019, 2021, 2024, 2025
- 1× Hauptrunde der Futsal Champions League: 2019/20
- 5× Halbfinale der Deutschen Futsalmeisterschaft: 2016,[3] 2018[4], 2019[5], 2020[6], 2021[7]
- 5× Meister der Futsal-Regionalliga Süd: 2016[8], 2018[9], 2019[10], 2020[11], 2021[12]
- 1× Vize-Meister der Futsal-Regionalliga Süd: 2017[13]

## Persönlichkeiten
Futsalspieler
- Manuel Fischer
- Philipp Pless
- Mert Sipahi
- Jonathan Baur